# Monotrilho de Tóquio
O Monotrilho de Tóquio (東京モノレール, Tōkyō Monorēru) é um monotrilho que conecta a Estação de Hamamatsuchō em Minato ao Aeroporto Internacional de Haneda, em Ōta (Tóquio). Os trens operam ao longo de uma linha elevada que segue a costa da Baía de Tóquio.

## História
A linha foi inaugurada em 17 de setembro de 1964, durante os Jogos Olímpicos de Verão de 1964 em Tóquio, Japão.

## Infraestrutura
O monotrilho serve uma densa área industrial e residencial ao sul de Tóquio. A linha passa . A linha possui uma extensão total de 17,8 quilômetros, e a velocidade máxima é de 90 km/h. Sete das onze estações são equipadas com duas plataformas laterais. Exceções:
- Terminal de Hamamatsuchō: uma única faixa sem saída, cercada por duas plataformas;
- Shōwajima: estação com duas vias de bordas adicionais permitindo a passagem dos trens: duas plataformas cada uma ao lado de duas vias;
- Terminal 1: lataforma central;
- Terminal 2: duas vias sem saída ao lado de uma plataforma.

## Estações
| Nome                                      | Nome japonês       | Infraestrutura                                                        | Distância  | Correspondência(s)                   | Foto  |
| ----------------------------------------- | ------------------ | --------------------------------------------------------------------- | ---------- | ------------------------------------ | ----- |
| Hamamatsuchō                              | モノレール浜松町駅 | 2 plataformas enquadrando 1 via                                       | quilômetro | JR East : - Yamanote - Keihin-Tōhoku |       |
| Tennōzu Isle                              | 天王洲アイル駅     | 2 plataformas enquadrando 2 vias                                      | 4.0 km     | TWR : - Rinkai                       |       |
| Ōi Keibajō-mae                            | 大井競馬場前駅     | 2 plataformas enquadrando 2 vias                                      | 7.1 km     |                                      |       |
| Ryūtsū Center                             | 流通センター駅     | 2 plataformas enquadrando 2 vias                                      | 8.7 km     |                                      |       |
| Shōwajima                                 | 昭和島駅           | 2 plataformas enquadradas cada uma por 2 vias pátio e estacionamentos | 9.9 km     |                                      |       |
| Seibijō                                   | 整備場駅           | 2 plataformas enquadrando 2 vias                                      | 11.8 km    |                                      |       |
| Tenkūbashi                                | 天空橋駅           | 2 plataformas enquadrando 2 vias                                      | 12.6 km    | Keikyū : - Aeroport                  | 100px |
| Kokusai Terminal (Terminal internacional) | 国際ターミナル駅   | 2 plataformas enquadrando 2 vias                                      | 14.0 km    | Keikyū : - Aeroporto                 |       |
| Shin-Seibijō                              | 新整備場駅         | 2 plataformas enquadrando 2 vias                                      | 16.1 km    |                                      |       |
| Haneda Airport Terminal 1                 | 羽田空港第１ビル駅 | 1 plataforma enquadrada por 2 vias                                    | 16.9 km    |                                      |       |
| Haneda Airport Terminal 2                 | 羽田空港第２ビル駅 | 1 plataforma enquadrada por 2 vias                                    | 17.8 km    |                                      |       |

## Exploração
A frequência trens é muito importante. A cada 4 minutos, os trens deixam o terminal, na seguinte ordem:
- Haneda Express : trem direto que serve apenas as estações Hamamatsuchō - Kokusai Terminal - Haneda Airport Terminal 1 - Terminal 2 ;
- Rapid : trem expresso que serve mais as estações Tennōzu Isle - Ōi Keibajō-mae - Ryūtsū Center ;
- Local : trem que pára em todas as estações. Na estação Shōwajima, o Local pára sobre uma via de lado para permitir que o Haneda Express parta quatro minutos depois do terminal ao passar.